# Вулиця Федьковича (Київ)
Ву́лиця Федько́вича — вулиця у Солом'янському районі міста Києва, місцевість Совки. Пролягає від провулку Каменярів до Сумської вулиці (двічі).
Прилучаються провулок Федьковича, вулиці Мостова вулиця, Сумська, Словечанська  (двічі) і Згурівська.

## Історія
Почала формуватися як вулиця на початку 1940-х років, офіційно виникла і повноцінно забудована на межі 1940–50-х років, мала назву Нова. Сучасна назва — з 1955 року, на честь українського письменника Юрія Федьковича.

## Особливості вулиці
Між першим прилученням Сумської та першим прилученням Словечанської вулиці наявна перерва у проляганні вулиці.